# Seznam estonskih pisateljev
Seznam estonskih pisateljev.

## A
- Artur Adson

## B
- Nikolaj Baturin (1936-2019)
- Eduard Bornhöhe
- Villem Buk

## F
- Friedrich Robert Faehlmann

## H
- Peeter Helme

## I
- Aapo Ilves

## J
- Merle Jääger

## K
- Aino Kallas
- Maarja Kangro
- Jaan Kärner
- Jan Kaus
- August Kitzberg
- Andrus Kivirähk
- Friedrich Reinhold Kreutzwald
- Jaan Kross

## L
- Uno Laht
- Juhan Liiv
- Oskar Luts

## M
- Juhan Madarik
- Lennart Meri
- Ene Mihkelson

## N
- Helga Nõu
- Enn Nõu

## O
- Sofi Oksanen (estonsko-finska, 1977-)
- Ants Oras

## P
- Eeva Park

## R
- Piret Raud
- Karl Ristikivi
- Hugo Raudsepp (dramatik)

## S
- Juhan Smuul

## T
- Anton Hansen Tammsaare
- Mats Traat
- Friedebert Tuglas

## U
- Mati Unt

## V
- Eduard Vilde